# Bản tình ca của J. Alfred Prufrock
Bản tình ca của J. Alfred Prufrock, thường được gọi là Prufrock, là một bài thơ của nhà thơ Mỹ, T. S. Eliot, bắt đầu viết từ tháng 2 năm 1910, viết xong năm 1911 và in lần đầu ở tạp chí Poetry (Chicago) bốn năm sau đó (tháng 6 năm 1915). Bản tình ca... là một vở kịch về "nỗi đau đớn của văn học," nó thể hiện ở dạng một độc thoại đầy kịch tính, và đánh dấu sự bắt đầu sự nghiệp văn học Eliot như là một nhà thơ có ảnh hưởng. Với vẻ chán nản, hối tiếc và sự khát khao nhận thức, Prufrock đã "trở thành một trong những tiếng nói dược công nhận nhiều nhất trong văn học thế kỷ 20"

## Về tên gọi củaBản tình ca
Bài thơ in lần đầu tiên ở Poetry: A Magazine of Verse nhờ Ezra Pound đã thuyết phục ông chủ Harriet Monroe của tạp chí này về sự cách tân của Eliot mặc dù lúc đó Eliot đang là sinh viên của Đại học Harvard. Ban đầu, Eliot đặt tên bài thơ là Prufrock among the Women (Prufrock giữa những phụ nữ). Còn cái tên Bản tình ca… là do ảnh hưởng từ Bản tình ca của nàng Har Dyal của nhà thơ Rudyard Kipling. Tên Prufrock có nguồn gốc từ tiếng Đức: "Prüfstein" có nghĩa là "đá thử". Ngoài ra, thời đó Eliot ở St Louis, nơi có công ty "Prufrock-Littau Company".

## Lời bình
Đề từ của bài thơ này trích từ Thần khúc của Dante:
Giá tôi biết rằng câu chuyện của mình
Nghe thấy được người còn quay trở lại
Thì ngọn lửa của tôi đã không run.
Nhưng bởi vì không còn đường trở lại
Tôi chưa từng nghe chuyện ấy bao giờ
Nên tôi trả lời, xấu hổ chi mà ngại.
(Thần khúc_Địa ngục, khúc ca XXVII, dòng 61-66. Bản dịch của Hồ Thượng Tuy)
Ý nghĩa của những dòng thơ này như sau: giá như nhân vật tin chắc rằng câu chuyện của anh ta có ai đó nghe được và sau này quay trở lại trần gian kể cho mọi người những điều đã nghe thì anh ta đã chẳng nói ra. Điều đó có nghĩa là Bản tình ca… của Eliot không ca lên cho tất cả cùng nghe. Đọc bài thơ đến hết ta sẽ hiểu ra rằng Prufrock không hề yêu ai cả - ít ra là trong trường hợp Bản tình ca… này, không yêu một người phụ nữ nào trong những lời độc thoại của mình. "Em và anh" ở đây là Prufrock tự nói với chính mình đấy thôi, còn những người phụ nữ thì chỉ chuyện trò về Michelangelo. Đây là bài ca tình yêu thời hiện đại của chàng sinh viên Đại học Harvard, nếu có thể gọi đấy là tình yêu.
Prufrock, một mặt nào đó cũng giống như Hamlet với "to be, or not to be" (nên hay không nên), rất thận trọng và lưỡng lự, chàng cứ sợ rằng sau lời tỏ tình của mình thì cả thế giới này sẽ sụp đổ. Mặt khác, không biết liệu có nên làm cho thế gian phiền muộn hay không, nếu như đằng nào thì người đời cũng không nghe, không hiểu mình? Và, ngay cả nếu được như Lazarus (La-xa-rơ: Tân Ước_Giăng11: 43,44) từ cõi chết trở về muốn kể lại những điều về cuộc sống, cái chết thì cũng chẳng ai thèm nghe: những người phụ nữ trong phòng khách kia chỉ quan tâm những điều mà họ muốn nói. Thì khi ấy mong ước được trở thành "hai càng cua bờm xờm/ chạy trốn vào trong đáy biển lặng im…"
Chủ đề của Bản tình ca… là không yêu được. Từ không yêu được đến không sống được cũng chẳng xa xôi gì, bởi thế ở đoạn cuối ta thấy xuất hiện các nàng tiên cá (các nàng tiên cá tượng trưng cho vẻ đẹp chết người, vẻ quyến rũ của phụ nữ) và bài thơ kết thúc bằng lời "ta chìm" (we drown).